# Liste des codes projets Renault (1899-1941)
Entre 1899 et 1941, les projets du constructeur Renault reçoivent des codes à une, puis deux et enfin trois lettres. Certains projets n'ont pas été réalisés mais ont quand même reçu un code. De même, les modifications d'un véhicule peuvent amener l'entreprise à changer le code.
Pour les automobiles, la liste présente entre parenthèses le nom commercial du véhicule.

## De 1899 à 1905
- Type A : voiture de tourisme
- Type B : voiture de tourisme
- Type C : voiture de tourisme
- Type D : voiture de tourisme
- Type E : voiture de sport
- Type F : utilitaire
- Type G : voiture de tourisme
- Type H : voiture de tourisme
- Type I : voiture de tourisme
- Type J : voiture de tourisme
- Type K : voiture de sport
- Type L : voiture de tourisme
- Type M : voiture de tourisme
- Type N : voiture de tourisme
- Type O : voiture de sport
- Type P : voiture de sport
- Type Q : voiture de tourisme
- Type R : voiture de tourisme
- Type S : voiture de tourisme
- Type T : voiture de tourisme
- Type U : voiture de tourisme

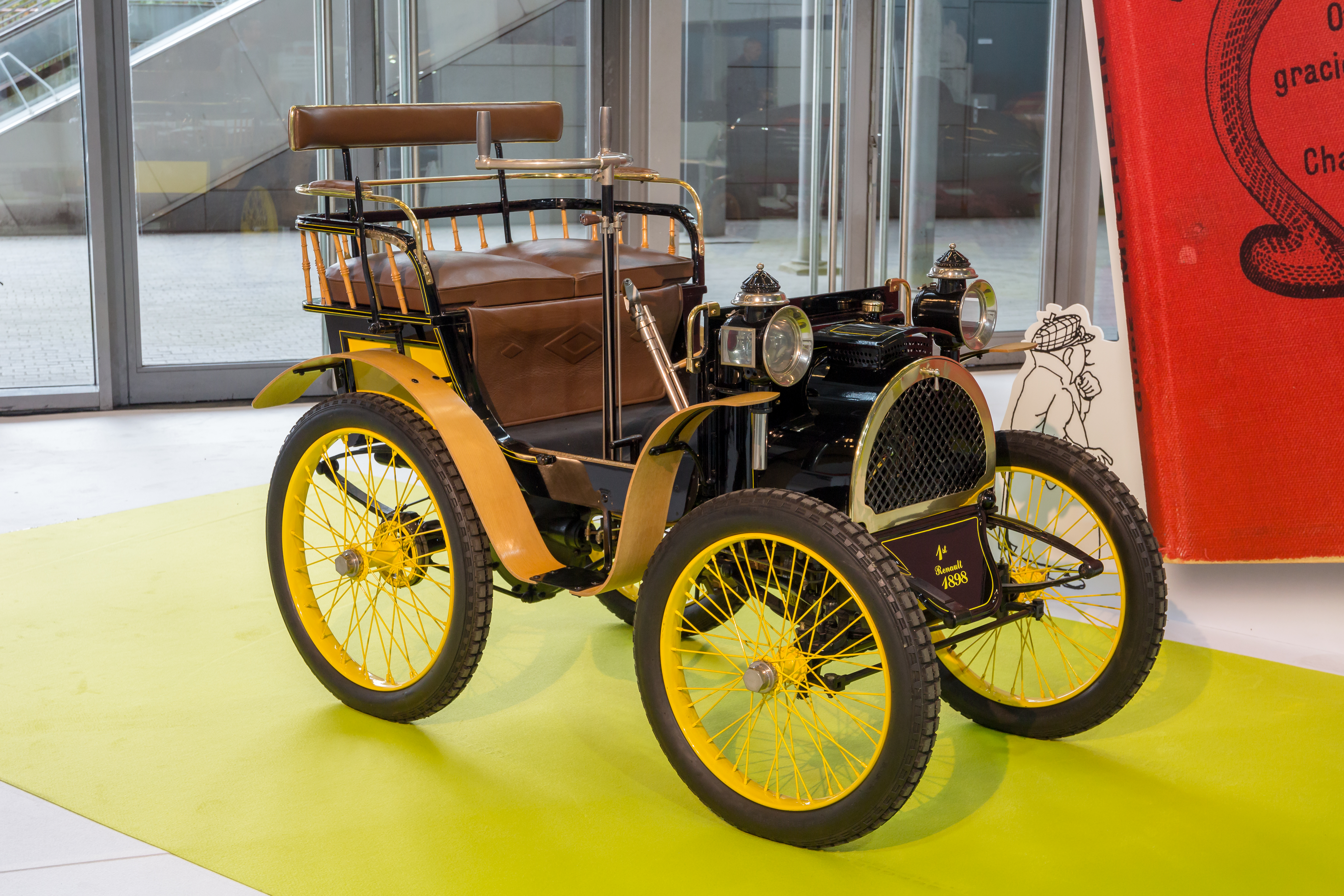
Renault type A, conçue en 1899.

- Type V : voiture de tourisme (Renault 20/30CV)
- Type W : utilitaire
- Type X : voiture de tourisme
- Type Y : voiture de tourisme
- Type Z : voiture de tourisme

## De 1905 à 1934

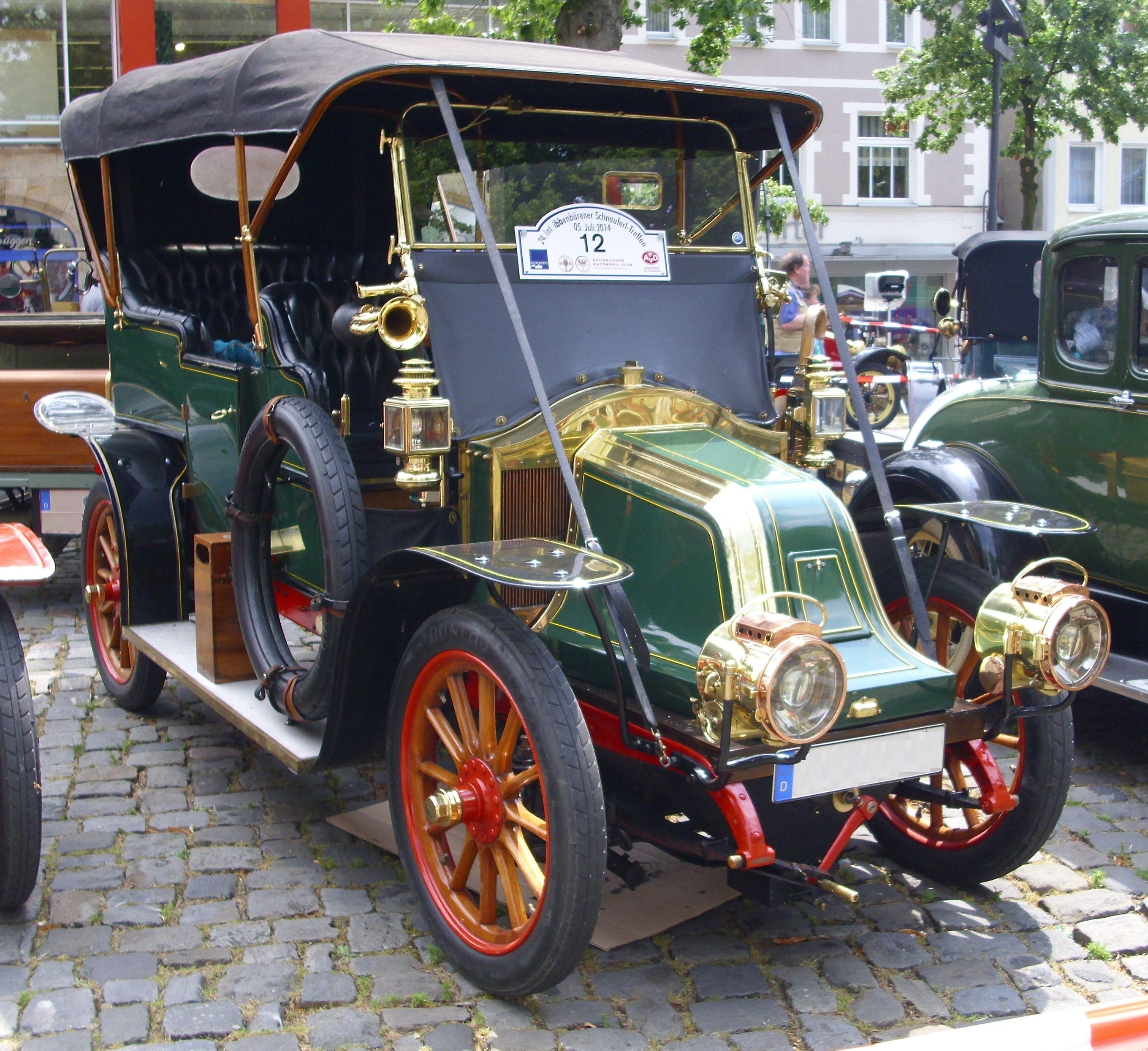
Voiture Renault 12/16CV type BZ, conçue en 1909.

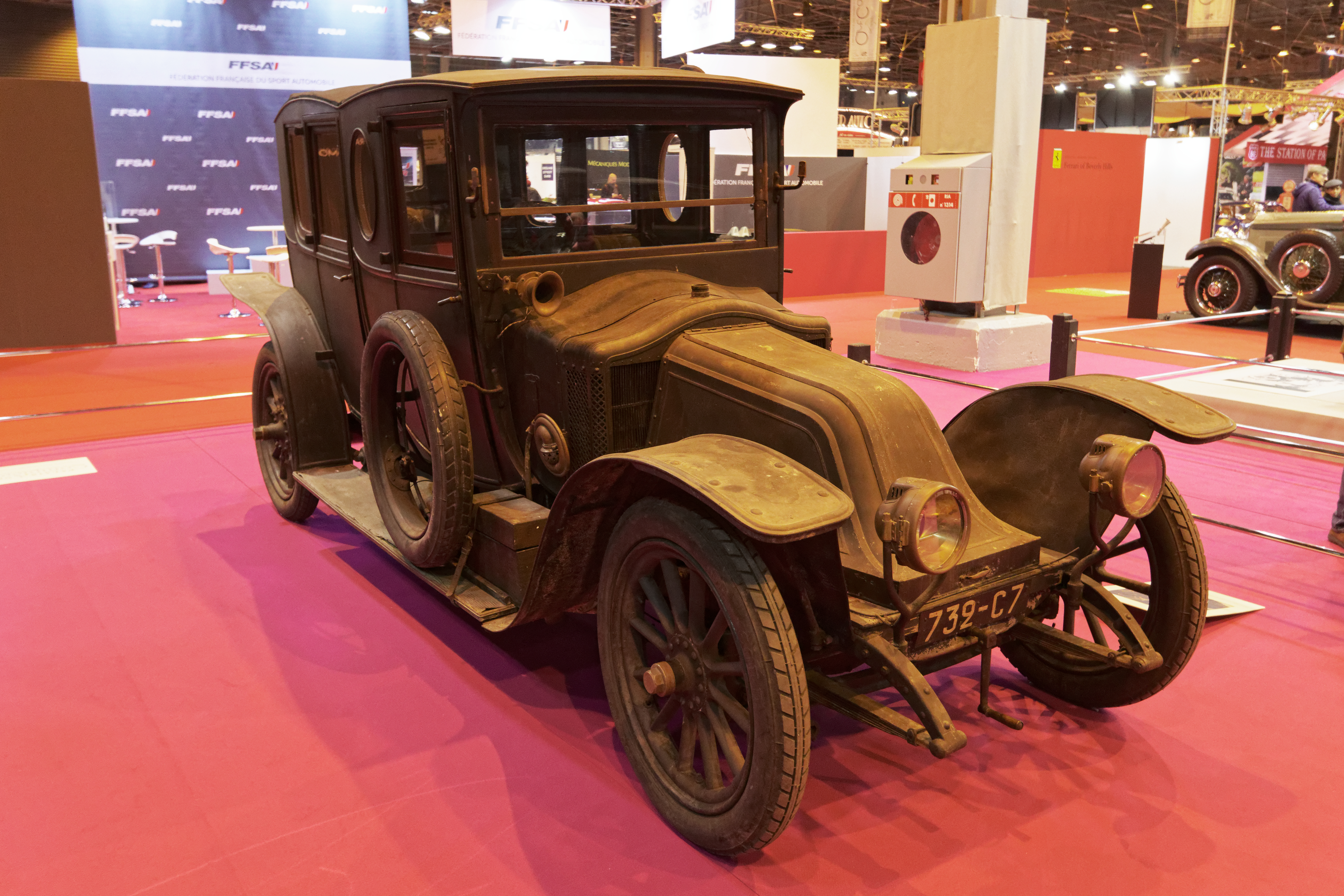
Voiture Renault 14CV type CC, conçue en 1911.

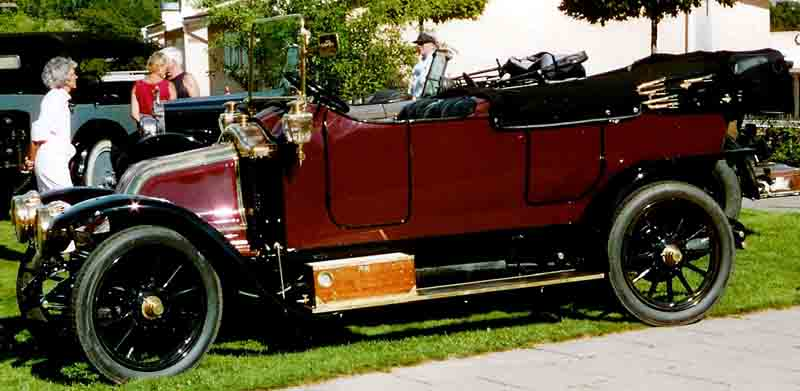
Voiture Renault 11CV type DM, conçue en 1913.

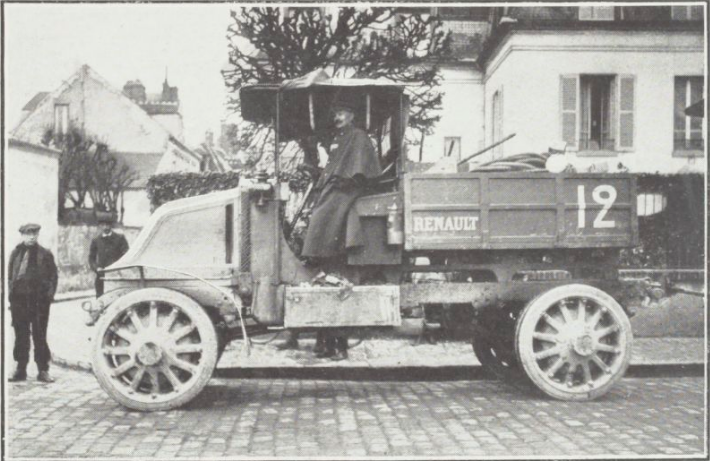
Tracteur d'artillerie Renault EG, conçu en 1914.

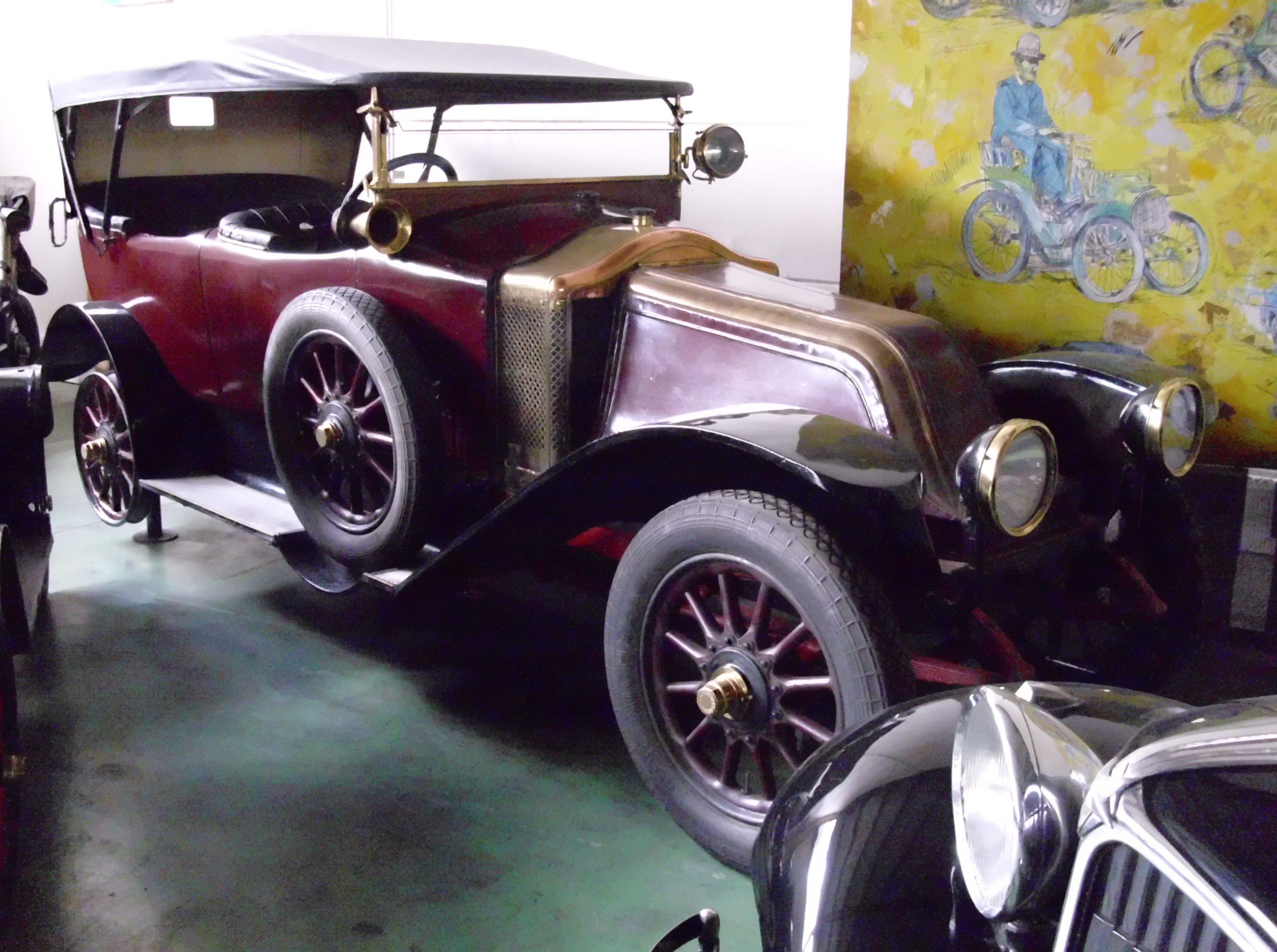
Voiture Renault 18CV type HG, conçue en 1920.

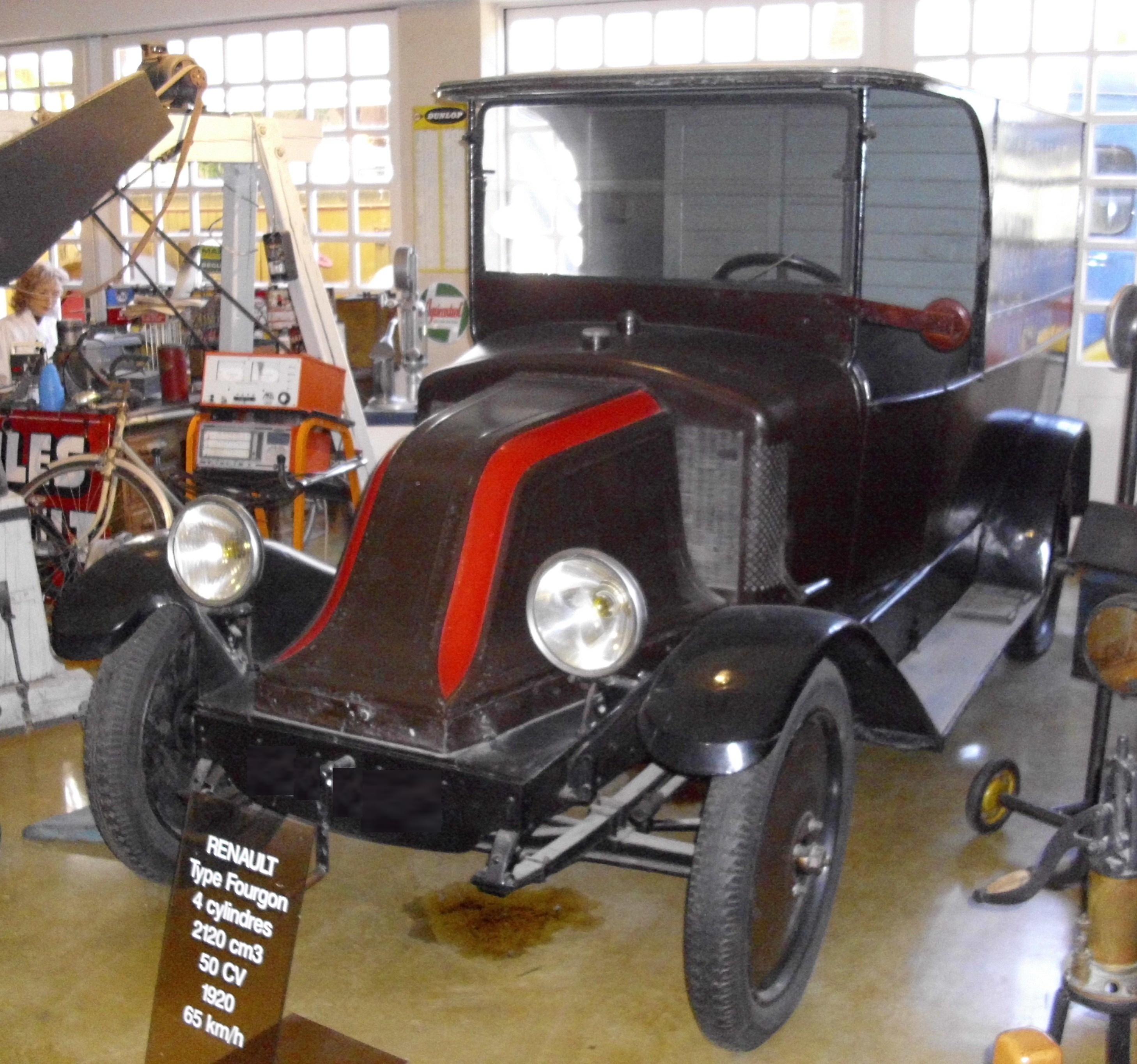
Fourgonnette Renault 10CV type II, conçue en 1921.

- Type AB (de) : voiture de tourisme (Renault 14CV)
- Type AE : voiture de sportRenault type AF, voiture de compétition conçue en 1906.
- Type AF : voiture de sport

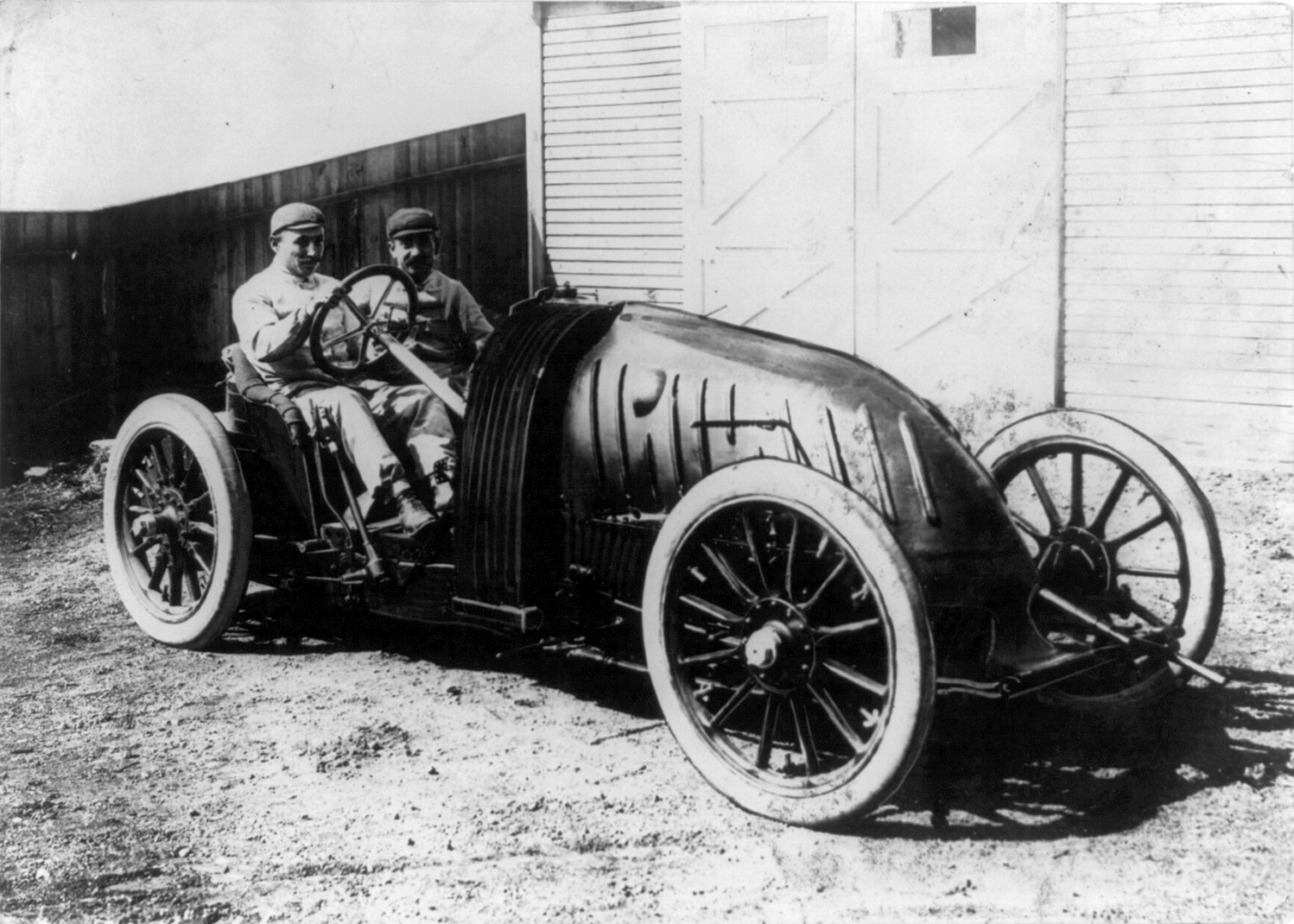
Renault type AF, voiture de compétition conçue en 1906.

- Type AG (et AG1) : fiacre (Renault 9CV, modèle des taxis de la Marne)
- Type AH (de) : voiture de tourisme (Renault 10CV)
- Type AI (de) : voiture de tourisme (Renault 35/45CV)
- Type AJ : utilitaire
- Type AK : voiture de sport
- Type AL (de) : voiture de tourisme
- Type AM (de) : voiture de tourisme (Renault 10CV)
- Type AN (de) : voiture de tourisme
- Type AO (de) : voiture de tourisme (Renault 35CV)
- Type AQ : voiture de sport
- Type AR (de) : voiture de tourisme (Renault 50CV)
- Type AS (de) : voiture de tourisme (Renault 20/30CV)
- Type AT : voiture de sport
- Type AX : voiture de tourisme
- Type AZ (de) : voiture de tourisme (Renault 12/16 CV)

- Type BC : camion léger[2]
- Type BF (de) : voiture de tourisme (Renault 18CV)
- Type BH (de) : voiture de tourisme (Renault 50/60CV)
- Type BK (de) : voiture de tourisme (Renault 10CV)
- Type BM : voiture de tourisme (Renault 25CV)
- Type BX (de) : voiture de tourisme (Renault 14CV)
- Type BY (de) : voiture de tourisme (Renault 20CV)
- Type BZ (de) : voiture de tourisme (Renault 12/16 CV)Voiture Renault 12/16CV type BZ, conçue en 1909.
- Type CA : camion[3]
- Type CB (de) : voiture de tourisme (Renault 12/16 CV)Voiture Renault 14CV type CC, conçue en 1911.
- Type CC (de) : voiture de tourisme (Renault 14CV)
- Type CD (de) : voiture de tourisme (Renault 18CV)
- Type CE (de) : voiture de tourisme (Renault 20CV)
- Type CF (de) : voiture de tourisme (Renault 35CV)
- Type CG (de) :  voiture de tourisme (Renault 40CV)
- Type CH (de) : voiture de tourisme (Renault 20CV)
- Type CI (de) : voiture de tourisme (Renault 35CV)
- Type CJ : camion[3]
- Type CK : camion[4]
- Type CQ (de) : voiture de tourisme (Renault 11CV)
- Type CT : break d'escadrille[5]
- Type DA : camion[6]
- Type DB : camion[6]
- Type DD : camion[4]
- Type DG (de) : voiture de tourisme (Renault 12CV)
- Type DJ (de) : voiture de tourisme (Renault 14CV)Voiture Renault 11CV type DM, conçue en 1913.
- Type DM (de) : voiture de tourisme (Renault 11CV)
- Type DN : camion[6]
- Type DO (de) : voiture de tourisme (Renault 22CV)
- Type DP (de) : voiture de tourisme (Renault 22CV)
- Type DQ (de) : voiture de tourisme (Renault 45CV)
- Type DT (de) :  voiture de tourisme (Renault 40CV)
- Type DV : camion[4]
- Type DX (de) : voiture de tourisme (Renault 20CV)
- Type DZ (de) : voiture de tourisme (Renault 15CV)
- Type EA : camionnette[4]
- Type ED (de) : voiture de tourisme (Renault 18CV)
- Type EE (de) : voiture de tourisme (Renault 22CV)
- Type EF (de) : voiture de tourisme (Renault 12CV)Tracteur d'artillerie Renault EG, conçu en 1914.
- Type EG : tracteur d'artillerie lourd
- Type EI (de) : voiture de tourisme (Renault 20CV)
- Type EJ (de) : voiture de tourisme (Renault 20CV)
- Type EK (de) : voiture de tourisme (Renault 9CV)
- Type EM : camion[7]
- Type EN : camion[8]
- Type EO : camion[8]
- Type EP : camion[7]
- Type EQ : camion[8]
- Type ER (de) : voiture de tourisme (Renault 11CV/Renault 12CV)
- Type ES (de) :  voiture de tourisme (Renault 40CV)
- Type ET (de) : voiture de tourisme (Renault 40CV)
- Type EU (de) : voiture de tourisme (Renault 12CV)
- Type EX : camion[6]
- Type FB : tracteur d'artillerie[9]
- Type FD (de) : voiture de tourisme (Renault 9CV)
- Type FE (de) : voiture de tourisme (Renault 18CV)
- Type FF : camion[6]
- Type FI (de) :  voiture de tourisme (Renault 40CV)
- Type FK (de) : voiture de tourisme (Renault 11CV/Renault 12CV)
- Type FM : utilitaire[10]
- Type FN : camion[6]
- Type FP : caterpillar porteur (porte-canons)
- Type FS : voiture de tourisme (Renault 18CV)Char d'assaut type FT, conçu en 1917.

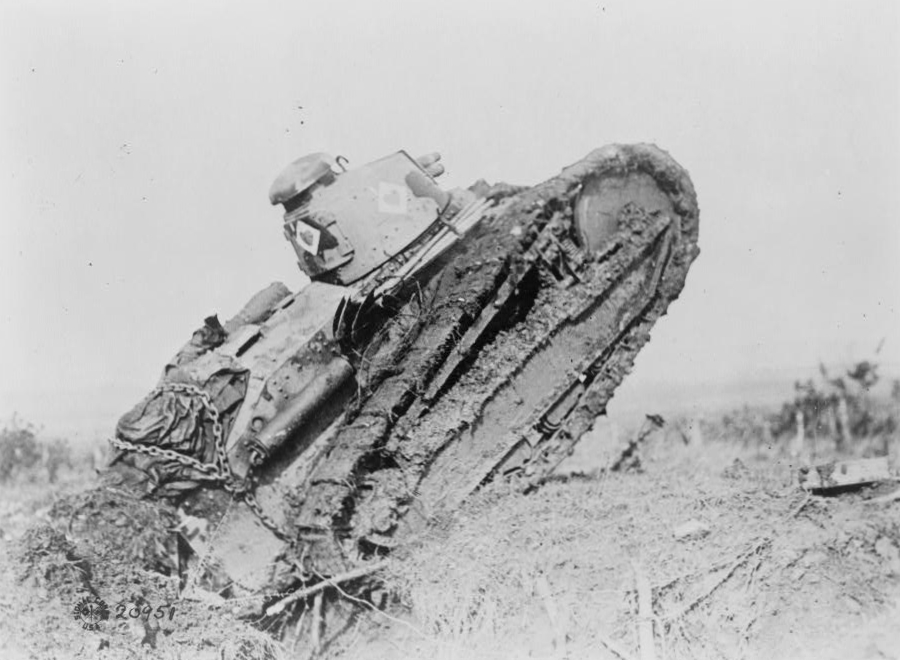
Char d'assaut type FT, conçu en 1917.

- Type FT : char d'assaut (dit modèle 1917 ou modèle 1918)
- Type FU : camion porte-char[11]
- Type FV : camion[12]
- Type FX : camion[13]

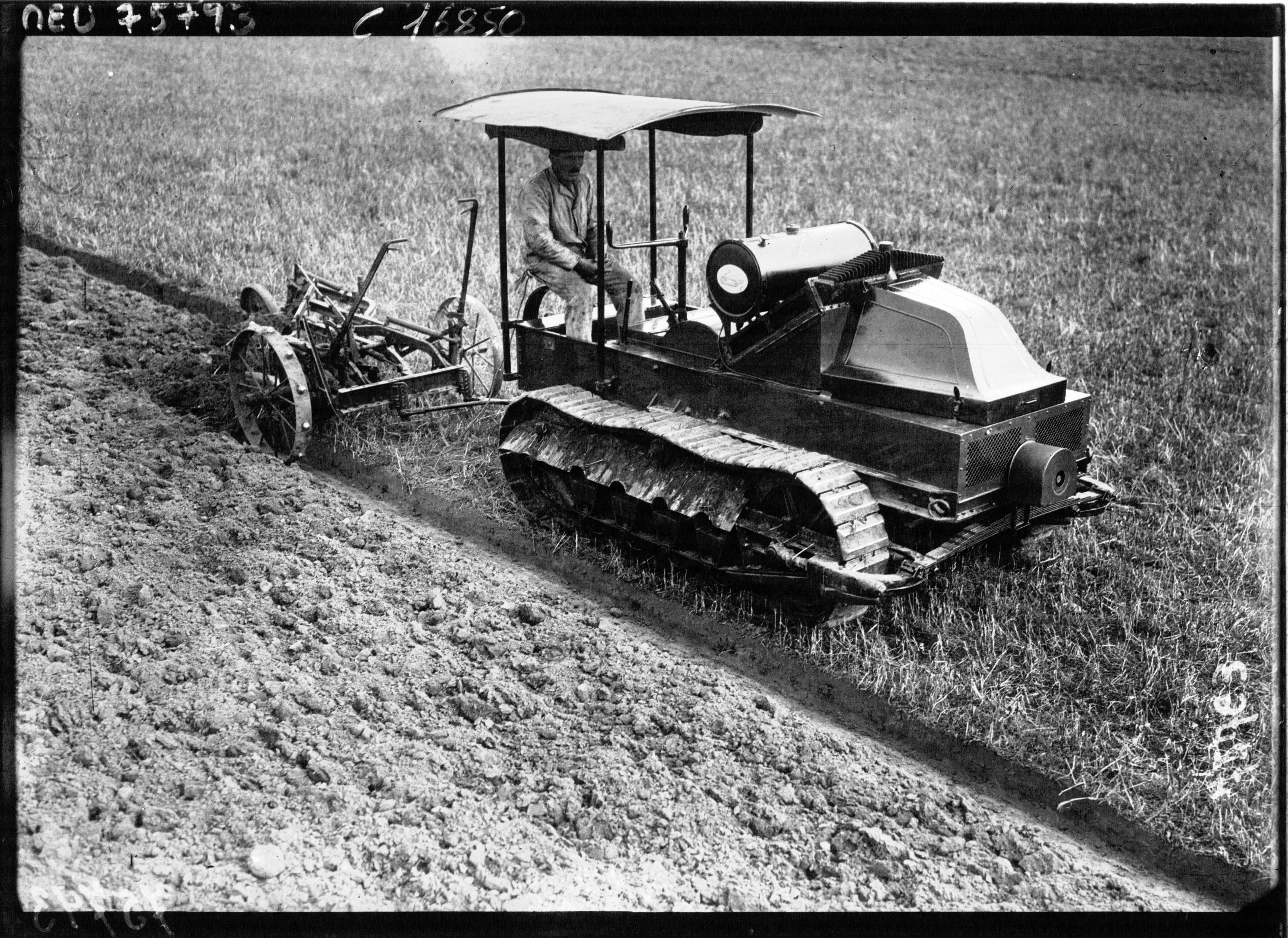
Tracteur chenillé type GP, conçu en 1919.

- Type GJ : prototype de « char transporteur de munitions »[14]
- Type GP (de) : tracteur agricole[15]
- Type GQ : utilitaire[16]
- Type GR (de) : voiture de tourisme (Renault 18CV)
- Type GS (de) : voiture de tourisme (Renault 10CV)
- Type GV (de) : voiture de tourisme (Renault 18CV)
- Type GX (de) :  voiture de tourisme (Renault 40CV)
- Type GZ : camion[17]
- Type HD (de) :  voiture de tourisme (Renault 40CV)
- Type HF (de) :  voiture de tourisme (Renault 40CV)Voiture Renault 18CV type HG, conçue en 1920.
- Type HG (de) : voiture de tourisme (Renault 18CV)
- Type HI : tracteur agricole[15]
- Type HK : utilitaire[16]
- Type HO : tracteur agricole[15]
- Type HU (de) :  voiture de tourisme (Renault 40CV)
- Type IA : utilitaire[16]
- Type IC (de) : voiture de tourisme (Renault 10CV)
- Type IF : utilitaire[16]
- Type IG (de) : voiture de tourisme (Renault 10CV)Fourgonnette Renault 10CV type II, conçue en 1921.
- Type II (de) : voiture de tourisme (Renault 10CV)
- Type IJ : véhicule spécial chariot porteur[16]
- Type IK : véhicule spécial[16]
- Type IL : tracteur[16]
- Type IM (de) : voiture de tourisme (Renault 10CV)
- Type IQ (de) : voiture de tourisme (Renault 18CV)
- Type IR (de) (et IR1 à 2) :  voiture de tourisme (Renault 40CV)

- Type JD (de) :  voiture de tourisme (Renault 40CV)
- Type JF : locotracteur[18]
- Type JJ : locotracteur
- Type JH : utilitaire[16]
- Type JI : véhicule spécial benne basculate[19]
- Type JM (de) : voiture de tourisme (Renault 12CV)
- Type JP (de) :  voiture de tourisme (Renault 40CV)
- Type JR (de) : voiture de tourisme (taxi, Renault 10CV)
- Type JS (de) : voiture de tourisme (Renault 18CV)
- Type JT (de) : voiture de tourisme (Renault 12CV)
- Type JU : tracteur[19]
- Type JV (de) (et JV1) :  voiture de tourisme (Renault 40CV)
- Type JX : utilitaire[19]
- Type JY (de) : voiture de tourisme (Renault 18CV)

- Type KA : autorail (autorail Renault)[20]
- Type KD (de) : voiture de tourisme (Renault 18CV)
- Type KE : autorail (autorail Renault)[21]
- Type KF : autorail (autorail Renault)[22]
- Type KH (de) : voiture de tourisme (Renault 12CV)Voiture Renault 6CV type KJ, conçue en 1923.

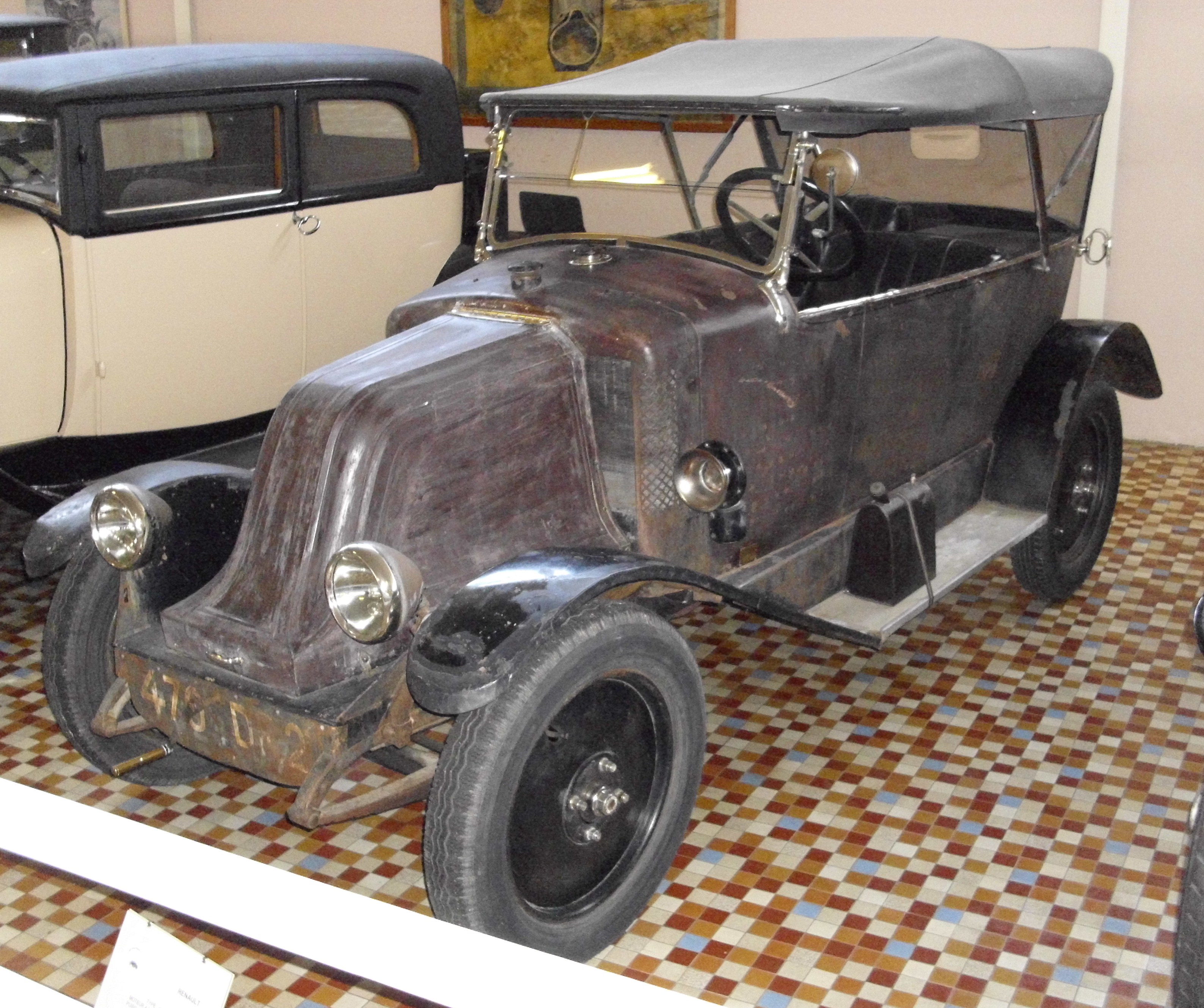
Voiture Renault 6CV type KJ, conçue en 1923.

- Type KJ : voiture de tourisme (Renault 6CV)
- Type KL : locotracteur[23]
- Type KO (de) :  voiture de tourisme (Renault 40CV)
- Type KR (de) : voiture de tourisme (Renault 12/15CV)
- Type KS : messagerie omnibus[19]
- Type KX : utilitaire[19]
- Type KY : utilitaire[19]
- Type KZ : voiture de tourisme (Renault 10CV, puis Renault Primaquatre et Renault Vivaquatre)
- Type LD : camion[17]
- Type LH : tracteur[24]
- Type LI : utilitaire[24]
- Type LJ : tracteur[24]
- Type LL : utilitaire[24]
- Type LN : utilitaire[24]
- Type LP : camion[13]
- Type LR : autorail (autorail Renault)[25]
- Type LS (de) : voiture de tourisme (Renault 12CV)
- Type LU : autorail Renault SCEMIA RS4
- Type LV : autorail Renault SCEMIA RS3
- Type LX : autorail Renault SCEMIA RS2
- Type LY : autorail Renault SCEMIA RS1
- Type LZ (de) : voiture de tourisme (Renault 18/22CV)
- Type MA : utilitaire[24]

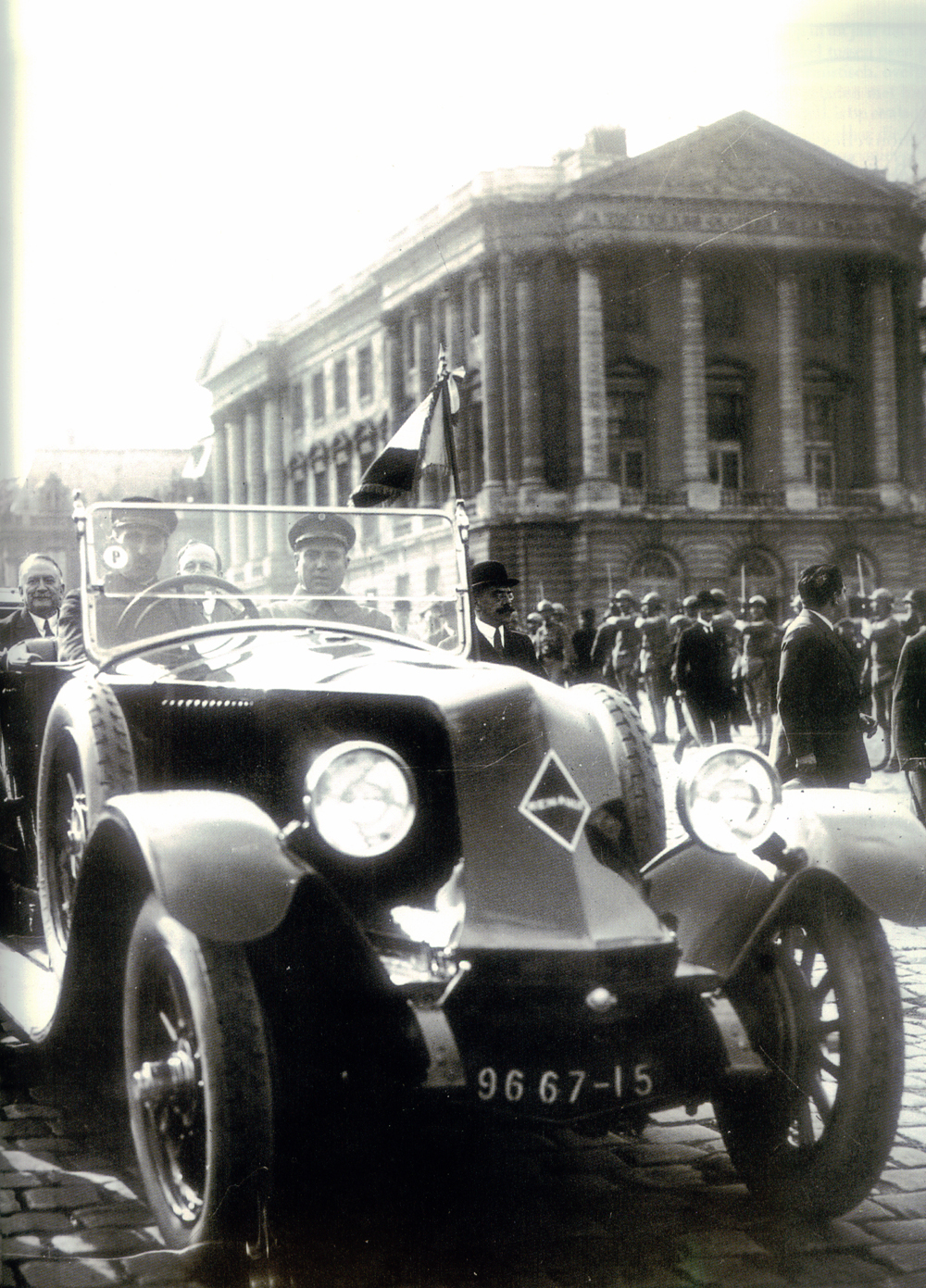
Voiture Renault 40CV type MC, conçue en 1923.

- Type MC (de) (et MC1) :  voiture de tourisme (Renault 40CV)
- Type ME (de) : voiture de tourisme (Renault 12CV)
- Type MF : autocar léger[24]
- Type MG (de) : voiture de tourisme (Renault 18CV)
- Type MH : voiture tout-terrain[26]
- Type MM : camion[27]
- Type MN : draisine[28]
- Type MO : locotracteur[29]
- Type MP : locotracteur[30]
- Type MR : camion porte-char[31]
- Type MT : voiture de tourisme (Renault 6CV)
- Type MU : utilitaire[24]
- Type MV : camion sanitaire[32] et autobus
- Type MX : utilitaire[24]
- Type MY : utilitaire[24]
- Type MZ : utilitaire[24]
- Type NA : tracteur[24]
- Type NB : autocar léger[24]
- Type NC (de) : char de combat
- Type NE (de) : voiture de tourisme (Renault 15CV)
- Type NF (de) : autorail (autorail Renault)
- Type NG : auto-pompe[24]
- Type NK : autorail (autorail Renault)
- Type NL : autorail (autorail Renault)[33]
- Type NM (de) :  voiture de tourisme (Renault 40CV)
- Type NN : voiture de tourisme (Renault 6CV)
- Type NO (de) : voiture de tourisme (Renault 15CV)
- Type NS (de) : voiture de tourisme (Renault 15CV)
- Type NV : autorail Renault SCEMIA RS1
- Type NX : autorail Renault SCEMIA RS2
- Type NY : autorail Renault SCEMIA RS3
- Type NZ : autorail Renault SCEMIA RS4
- Type OA : utilitaire[24]
- Type OC : arroseuse[24]
- Type OJ : chariot porteur[24]
- Type OR : chariot porteur[24]
- Type OS : fourgonnette[34]
- Type OU : autobus[35]
- Type OX : camion tous chemins[36]
- Type PB : utilitaire[35]
- Type PD : camion

- Type PE (de) : tracteur agricole

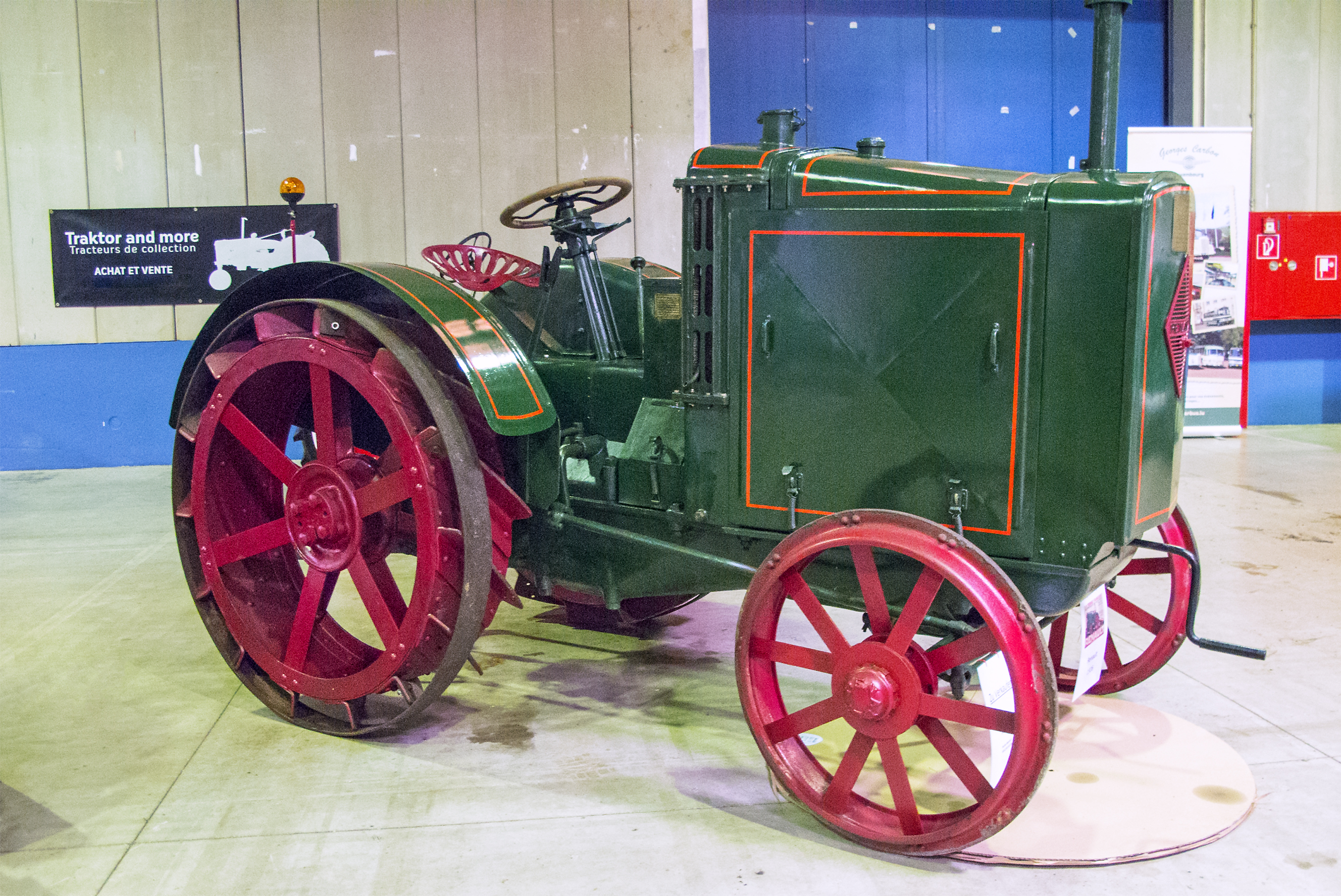
Tracteur type PE, conçu en 1926.

- Type PF : autorail (autorail Renault)
- Type PG (de) (et PG-1 à 10) : voiture de tourisme (Renault 15CV, puis Renault Vivasix, Renault Vivastella et Renault Primastella)
- Type PH : autobus
- Type PI (de) : voiture de tourisme (Renault 18/22CV)
- Type PK (de) : voiture de tourisme (Renault 15CV)
- Type PL (de) : voiture de tourisme (Renault 15CV)
- Type PM (de) : voiture de tourisme (Renault 15CV)
- Type PN : autobus
- Type PO (de) : tracteur agricole
- Type PR : autobus léger et camionnette
- Type PS : autorail (autorail Renault)
- Type PY: autobus
- Type PZ (de) : voiture de tourisme (Renault 18/24CV)

- Type RA (de) : voiture de tourisme (Renault 15CV)
- Type RH : locotracteur[37]
- Type RI : autocar[38]
- Type RJ : autorail (autorail Renault)
- Type RK (de) : tracteur agricole[15]
- Type RL : autocar
- Type RM (et RM1 à 6) : voiture de tourisme (Renault Reinastella et Renault Reinasport)
- Type RU : autocar[38]
- Type RX : autocar[38]
- Type RY : voiture de tourisme (Renault Monasix et Renault Monastella)
- Type SE : utilitaire[39]
- Type SF : camion[40]
- Type SG : camion[40]
- Type SH : camion porte-char[31]
- Type SI : autocar[38]
- Type SK : char à roues[41]
- Type SM : draisine[42]
- Type SO (de) : voiture de tourisme (Renault 8CV)
- Type SR : utilitaire[39]
- Type SU : autobus
- Type SX (en) : camion
- Type SY (en) : camion tracteur
- Type SZ (en) : camion
- Type TE : autorail (autorail Renault)

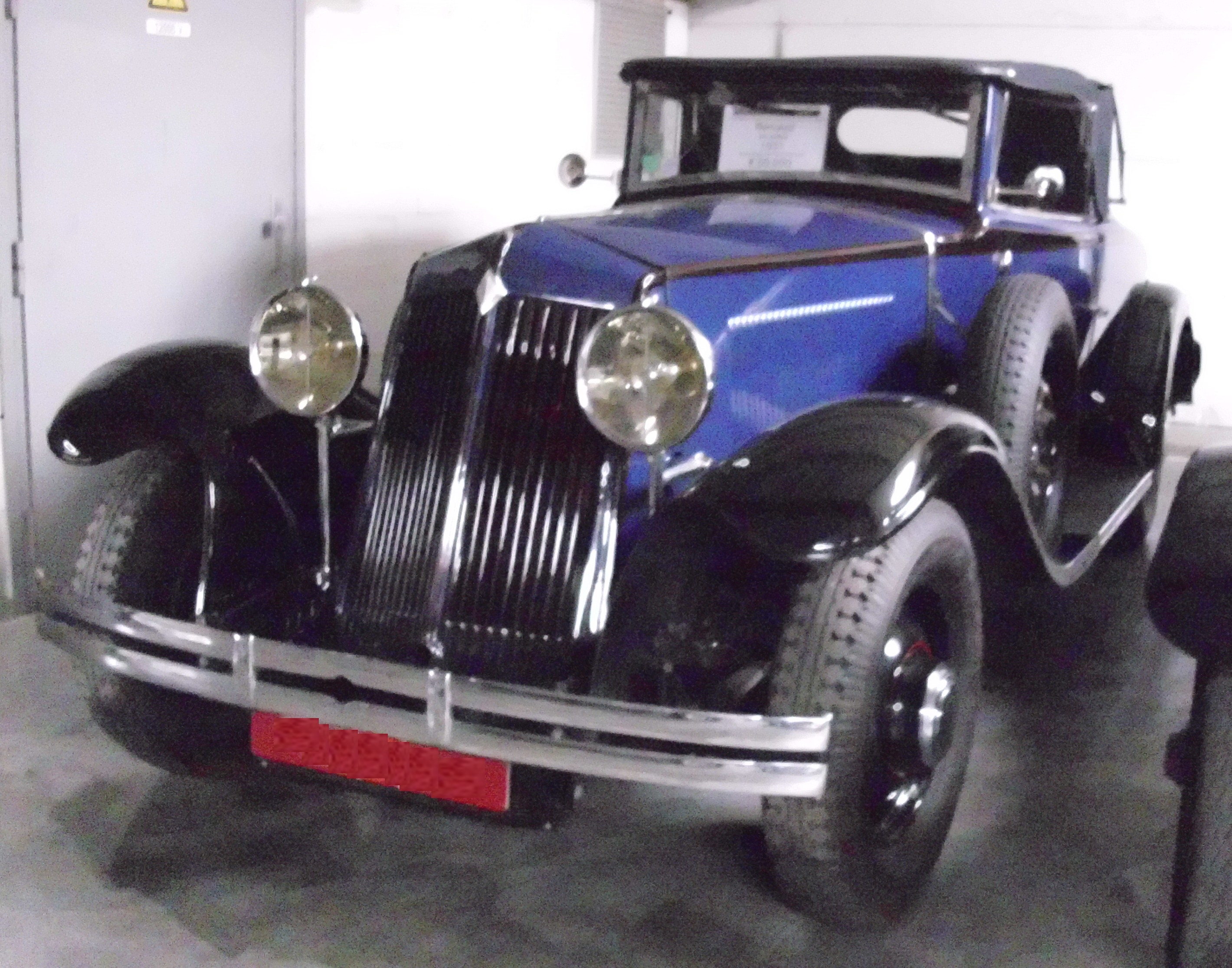
Voiture Renault Nersastella type TG1, conçue en 1931.

- Type TG (et TG1 à TG5) : voiture de tourisme (Renault Nervastella TG à TG-4, Renault Nervahuit TG-1 et Renault Nervasport TG-5)
- Type TH : autocar[38]
- Type TI : camion[43] et autocar[38]
- Type TL (en) : camion
- Type TM : autobus et autocar[38]
- Type TN : autocar
- Type TR (en) : camion
- Type TS : camion[43]
- Type TT (en) : camion tracteur
- Type TY : projet de canon automoteur[44]
- Type TZ : utilitaire[39]

- Type UC : camion[45]
- Type UD : camion[43]

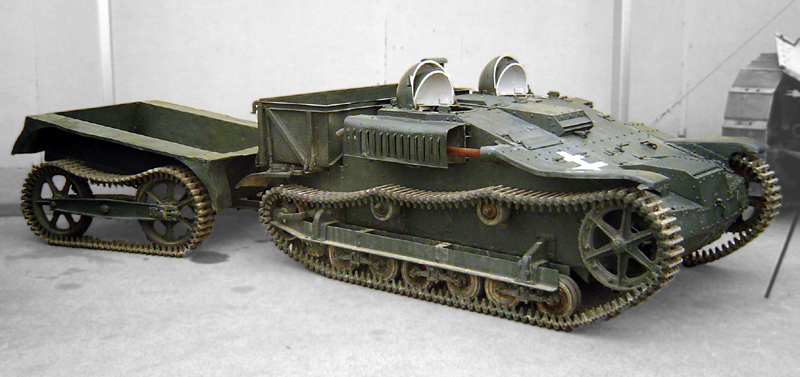
Chenillette type UE et sa remorque type UK, produites à partir de 1931.

- Type UE : chenillette de ravitaillement (adopté par l'Armée française sous le nom de « chenillette de ravitaillement d'infanterie modèle 1931 R », puis « modèle 1937 R » pour la chenillette UE2)
- Type UI : véhicule spécial incendie[46]
- Type UK : remorque de la chenillette type UE (et type UKR, remorque du tracteur de ravitaillement type
- Type UM : autocar[38]
- Type UR : voiture tout-terrain blindée (transport de combattants « type K » et reconnaissance « type L »)[47]
- Type UT : char de combat (« char D1 »)
- Type UV : locotracteur[48]
- Type UY : voiture de tourisme (Renault Monaquatre)
- Type UZ : char de combat (« char D2 »)
- Type VA (nl)[49]
- Type VE : chasseur de chars (prototype)[50]
- Type VF : projet de tracteur de ravitaillement (dérivé de la chenillette UE, amélioré en ACD1)
- Type VG : autorailAutorail type VH, produit à partir de 1933.

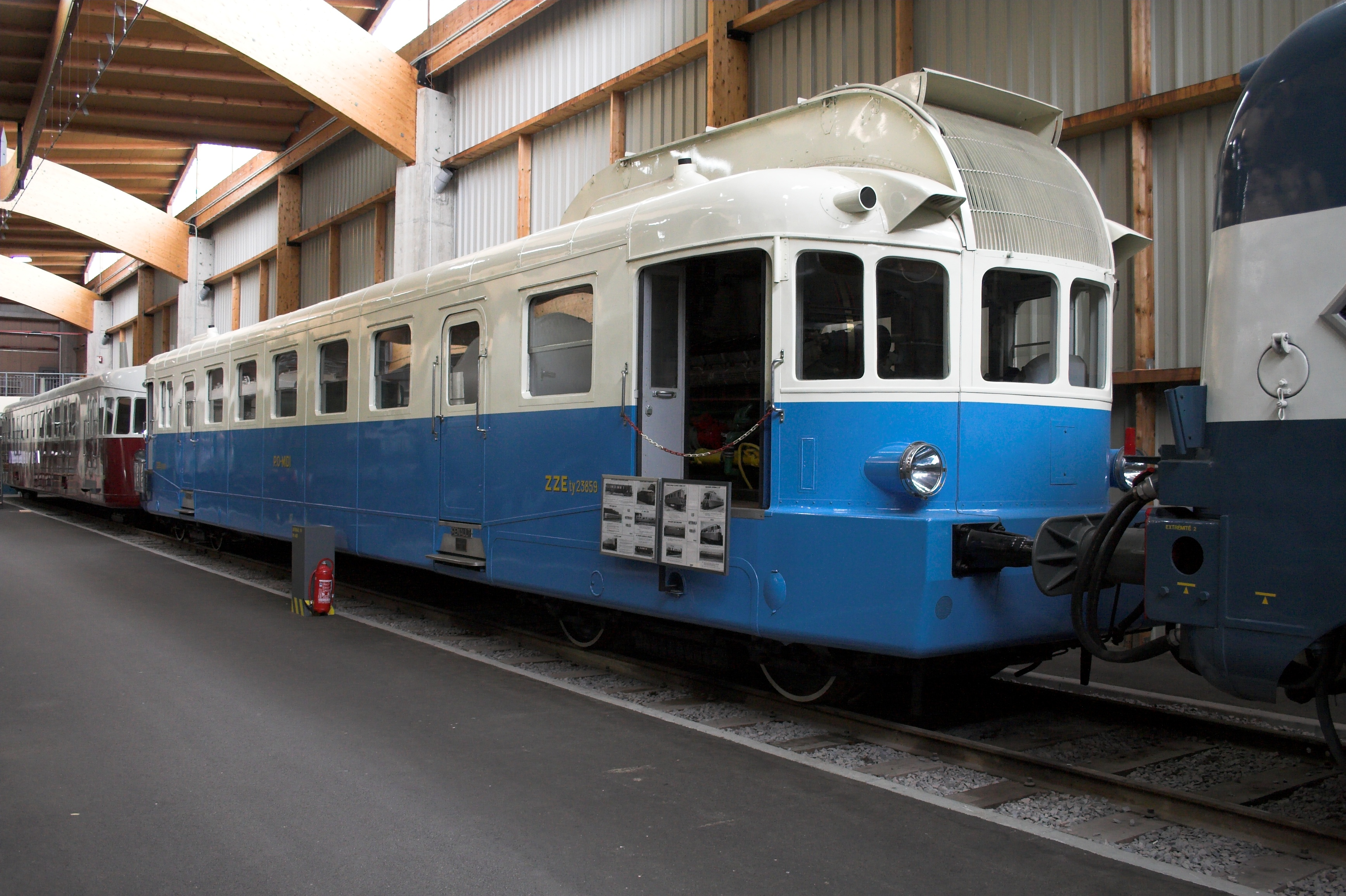
Autorail type VH, produit à partir de 1933.

- Type VH : autorail (anciens réseaux puis SNCF ZZR  2001 à 2336)
- Type VI : tracteur agricole[15]
- Type VJ : projet de remorque associée au type VF
- Type VM : char léger rapide (adopté sous le nom d'« automitrailleuse de reconnaissance modèle 1933 »)
- Type VN : projet de canon automoteur chenillé[44]
- Type VT : camion
- Type VV : remorque porte-chenillette UE
- Type VY : tracteur agricole[15]
- Type VZ : prototype d'automitrailleuse de découverte[51]
- Les séries W... et X... n'ont pas été attribuées[1].
- Type YB (en) : fourgonnette
- Type YE : remorque chenillée téléphonique[52]
- Type YF (en) : camion[53]
- Type YG (en) : camion tracteur
- Type YH : autorail (autorail Renault)
- Type YI (de) : tracteur chenillé[54]
- Type YJ (de) : tracteur chenillé
- Type YK (de) : tracteur chenillé
- Type YL : tracteur agricole[15]
- Type YN : voiture de tourisme (Renault Monaquatre)
- Type YP (en) : fourgonnetteAutomitrailleuse type YR, produite à partir de 1934.

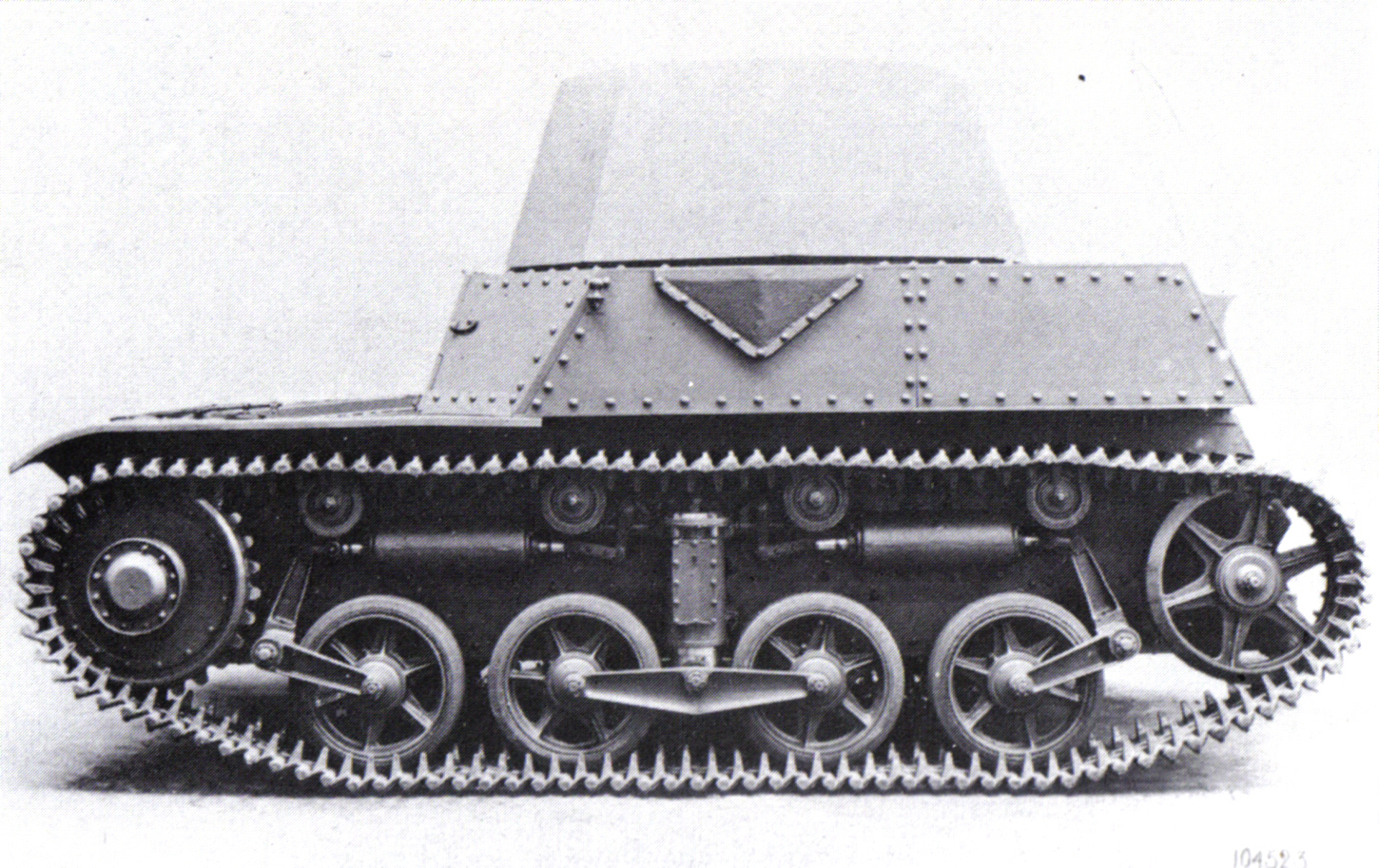
Automitrailleuse type YR, produite à partir de 1934.

- Type YR : char léger (adopté sous le nom d'« automitrailleuse de combat modèle 1934 »)
- Type YS : blindé de commandement (dérivé de l'AMR 35)
- Type YU : utilitaire[55]
- Type YZ : voiture de tourisme (Renault Vivasport)
- Type ZA : voiture de tourisme (Renault Vivastella)
- Type ZB : char léger rapide[56]
- Type ZC : voiture de tourisme (Renault Nervasport)
- Type ZD : voiture de tourisme (Renault Nervastella et Renault Nervastella Grand Sport (de))
- Type ZF : camion
- Type ZI : camion[57] et autocar[55]
- Type ZJ (en) : camionnette
- Type ZM : char de combat (adopté sous le nom de « char léger modèle 1935 R »)

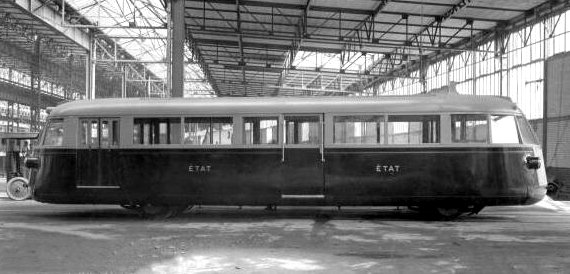
Autorail type ZO, produit en 1933.

- Type ZO : autorail (État ZZ 24005 à 24010 puis SNCF ZZR 10301 à 10306)
- Type ZP : autocar et autorail (autorail Renault)
- Type ZR : voiture de tourisme (Renault Celtaquatre)
- Type ZS : voiture de tourisme (Renault Reinasport)
- Type ZT : char léger rapide (adopté sous le nom d'« automitrailleuse de reconnaissance modèle 1935 »)
- Type ZU : utilitaire[55]
- Type ZV : utilitaire[55]
- Type ZY (en) : camionnette

## De 1934 à 1941

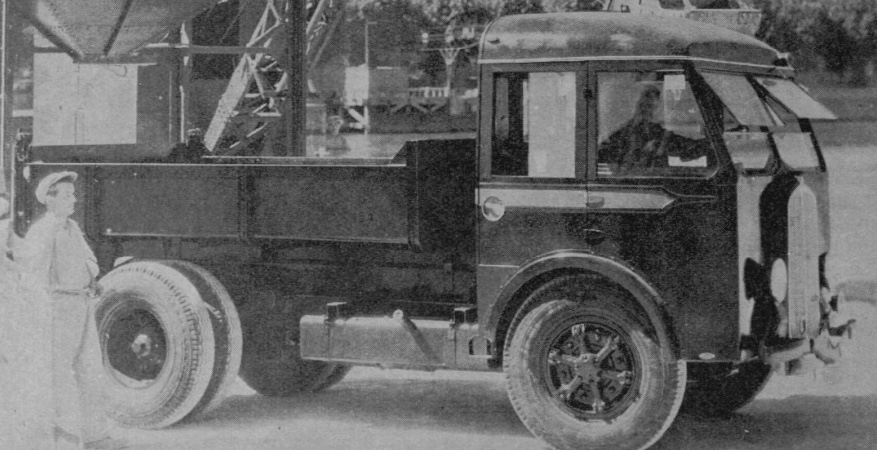
Camion type ABF, produit à partir de 1934.

- Type ABD : camion et autocar[58]

- Type ABF (en) : camion
- Type ABG (en) : camion

- Type ABH : autorail (dont CFC X 200 et CFP ZZ 1 à ZZ 10)[59]
- Type ABJ : autorail (anciens réseaux puis SNCF ZZR 3000 à 3500, et X 3600)
- Type ABL : autorail triple (autorail Renault)
- Type ABK : camion et autobus[58]
- Type ABM : voiture de tourisme (Renault Nerva Grand Sport, Renault Nervastella et Renault Suprastella)
- Type ABV : autorail double (anciens réseaux puis SNCF ZZR 100 à 130)[60]
- Type ABX : voiture de tourisme (Renault Viva Grand Sport)
- Type ACB : autorail (autorail Renault)

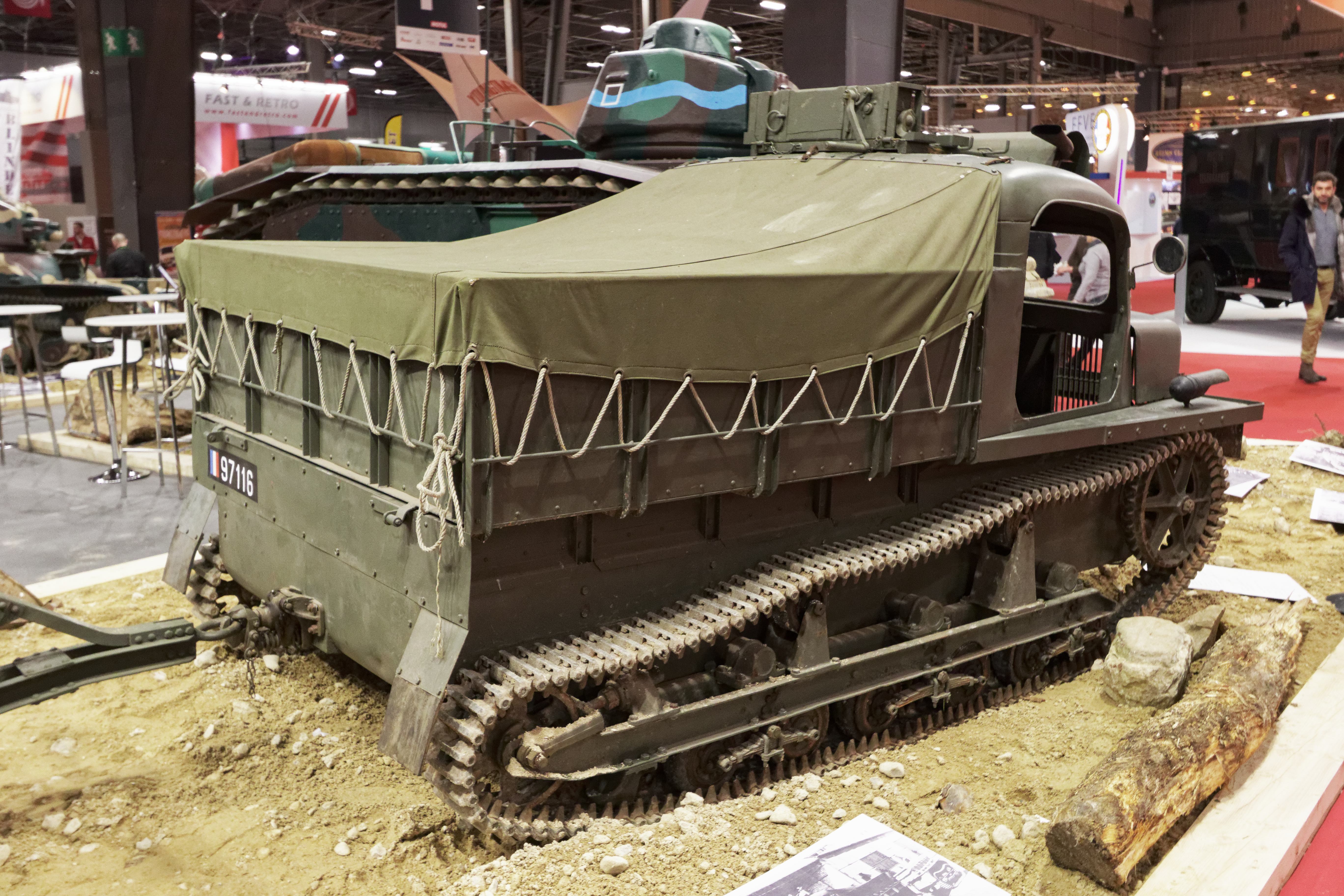
Tracteur de ravitaillement type ACD1, conçu à partir de 1934.

- Type ACD1 : tracteur de ravitaillement (adopté sous le nom de « tracteur de ravitaillement pour chars modèle 1936 R »)
- Type ACG1 : char de combat (adopté sous le nom d'« automitrailleuse de combat modèle 1935 »)
- Type ACK (en) : char de combat (projet du char G1 R)
- Type ACL : voiture de tourisme (Renault Primaquatre)
- Type ACM : voiture de tourisme (Renault Vivasport)
- Type ACN : voiture de tourisme (Renault Nervasport)
- Type ACR : voiture de tourisme (Renault Vivastella)
- Type ACS : voiture de tourisme (Renault Nervastella)
- Type ACX : voiture de tourisme (Renault Viva Grand Sport)
- Type ACZ : fourgon radio militaire[61] et utilitaire[58]

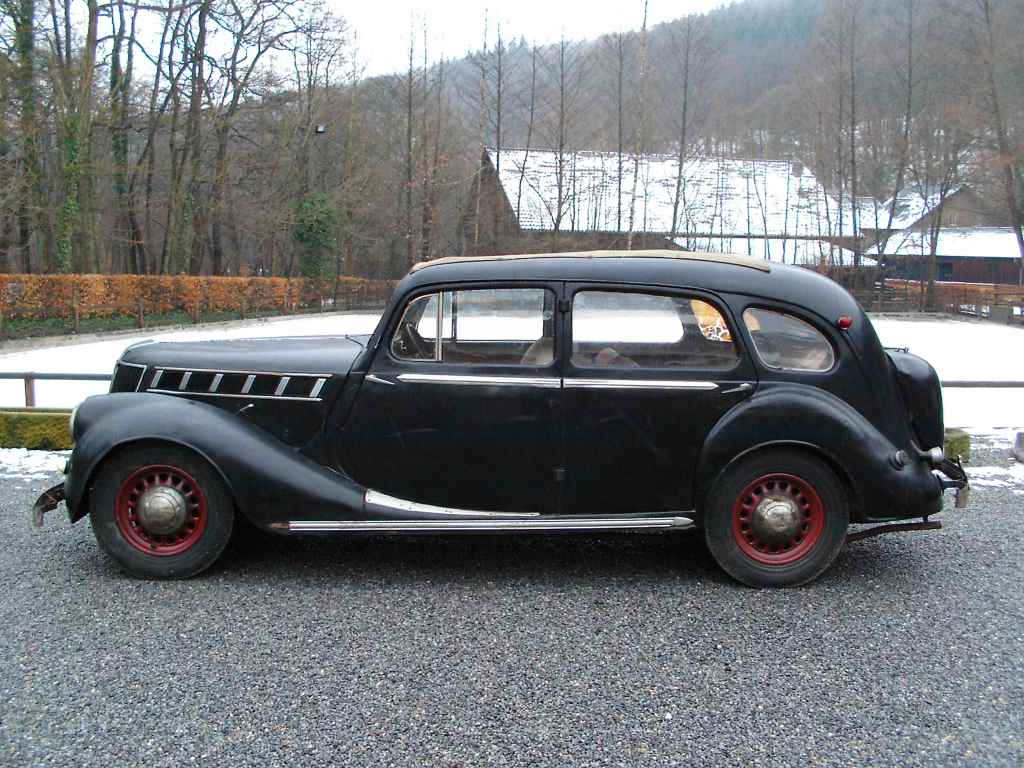
Voiture Vivastella type ADB3, produite à partir de 1936.

- Type ADB : voiture de tourisme (Renault Vivastella)
- Type ADC : voiture de tourisme (Renault Celtaquatre et Renault Celtastandard (de))
- Type ADF : char léger de commandement (AMR 35)
- Type ADG : voiture de tourisme (Renault Vivaquatre)
- Type ADH (en) : camion léger
- Type ADJ (en) : autocar
- Type ADK : camionnette
- Type ADL : voiture de tourisme (Renault Vivaquatre)
- Type ADN (en) : autobus
- Type ADP : autorail (SNCF X 4960)
- Type ADR (en) : camion
- Type ADS : utilitaire[62]
- Type ADV (en) : camion léger
- Type ADX : autorail (SNCF X 5100 et 5200)
- Type ADZ (en) : fourgonnette

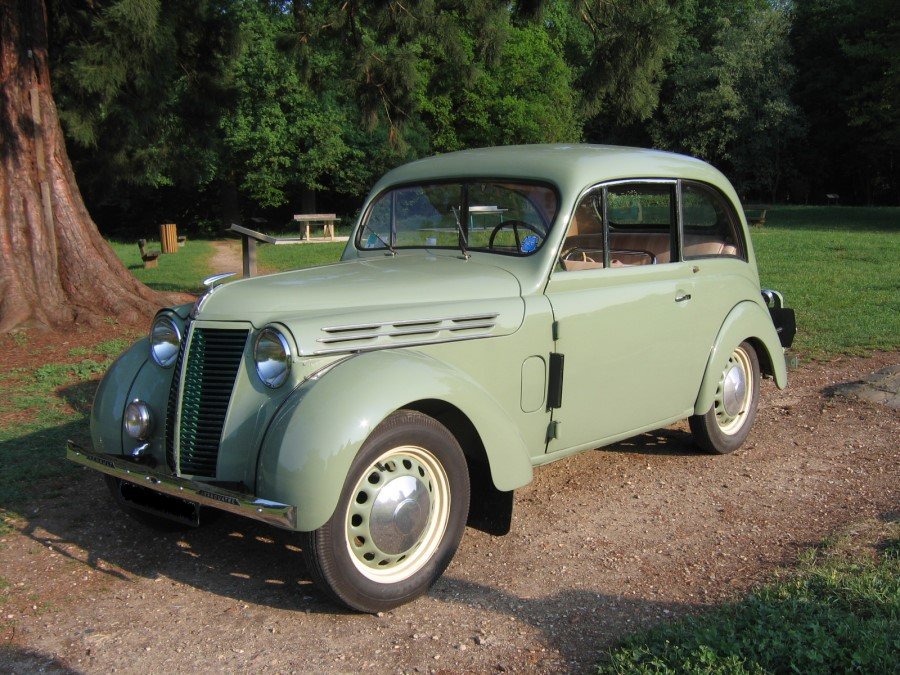
Voiture Juvaquatre type AEB2, produite à partir de 1937.

- Type AEB : voiture de tourisme et fourgonnette (Renault Juvaquatre)
- Type AEC : voiture de tourisme (Renault Celtaquatre)
- Type AED : autorail (autorail Renault)
- Type AEJ : camion et autocar[62]
- Type AEL : utilitaire[62]
- Type AEK : autorail (SNCF X 7000 et 7100)
- Type AEM : autocar[38]
- Type AER : utilitaire[62]
- Type AET : autorail[63]
- Type AEV : utilitaire[62]
- Type AEY : autocar[38]
- Type AFB : ambulance militaire légère[64]
- Type AFC : utilitaire[62]
- Type AFH : utilitaire[62]
- Type AFK : utilitaire[62]
- Type AFP : fourgonnette[65]
- Type AFR : fourgonnette[65]Tracteur type AFV, produit à partir de 1938.

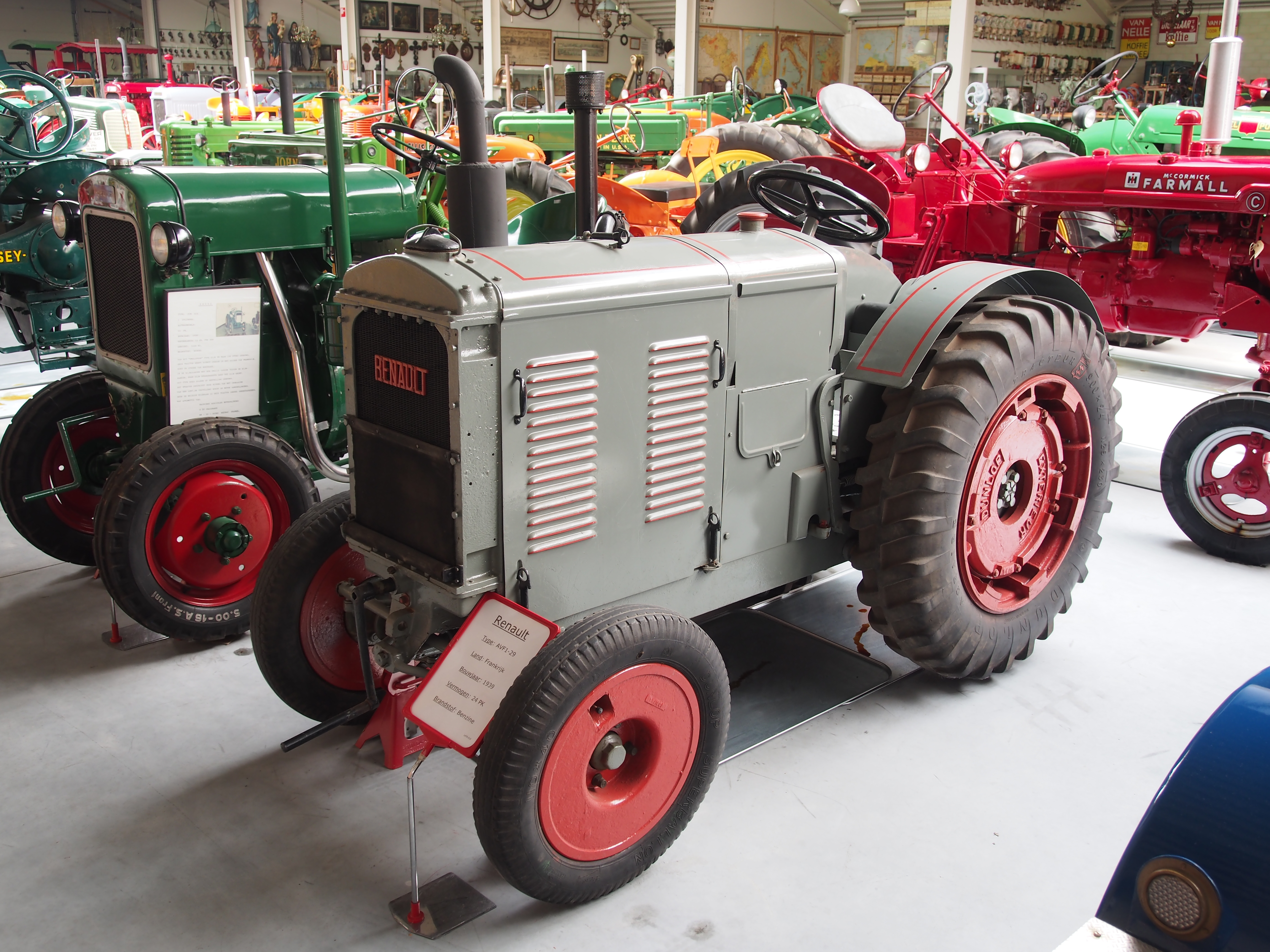
Tracteur type AFV, produit à partir de 1938.

- Type AFV : tracteur agricole[15],[66]
- Type AFX : tracteur agricole[15]
- Type AGC : camionnette

- Type AGD : utilitaire[67]
- Type AGF : utilitaire[67]
- Type AGH : utilitaire[67]
- Type AGK : camion
- Type AGM : utilitaire[67]
- Type AGN : utilitaire[67]
- Type AGO : utilitaire[67]Un camion type AGP, produit à partir de 1937.
- Type AGP : utilitaire[67]
- Type AGR : camion
- Type AGT : camion

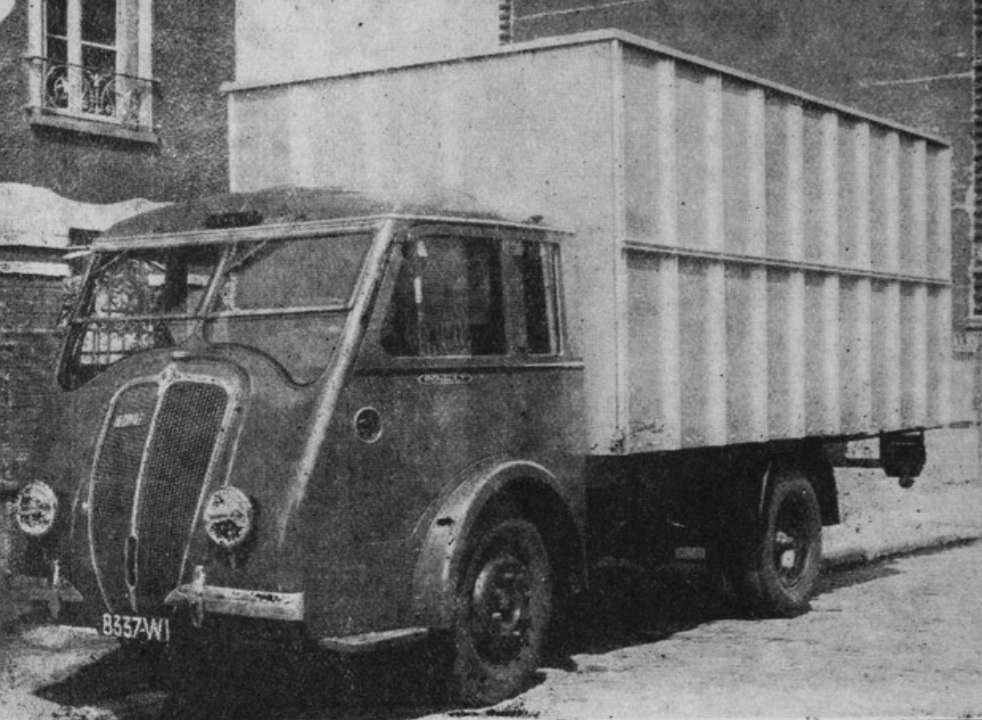
Un camion type AGP, produit à partir de 1937.

- Type AGV : camion et autocar[67]
- Type AGX : utilitaire[68]
- Type AGZ : fourgonnette (Renault Juvaquatre)
- Type AHC : utilitaire[68]
- Type AHD : utilitaire[68]
- Type AHG : voiture de tourisme/fourgonnette (Renault Juvaquatre)
- Type AHL : utilitaire[68]
- Type AHN : camion
- Type AHR : camion
- Type AHS : camion
- Type AHT : utilitaire[68]
- Type AIB : camion citerne[69]
- Type AJC : car[68]
- Type AJD : utilitaire (Taxi Escoffier)
- Type BCH : voiture de tourisme colonial (Renault Vivastella Sahara)[68]
- Type BCR : voiture de tourisme (Renault Celtaquatre)
- Type BCT : voiture de tourisme (Renault Vivasport)
- Type BCX : voiture de tourisme (Renault Viva Grand Sport)
- Type BCY : voiture de tourisme (Renault Vivasport)
- Type BDF : voiture de tourisme (Renault Primaquatre)
- Type BDH : voiture de tourisme (Renault Vivaquatre)
- Type BDJ : voiture de tourisme (Renault Novaquatre)
- Type BDP : voiture de tourisme (Renault Suprastella)
- Type BDR : voiture de tourisme (Renault Novaquatre)
- Type BDS : voiture de tourisme (Renault Primaquatre)
- Type BDV : voiture de tourisme (Renault Viva Grand Sport)
- Type BDZ : voiture de tourisme (Renault Vivastella)
- Type BFD : voiture de tourisme (Renault Juvaquatre eight)
- Type BFG : voiture de tourisme (Renault Primaquatre)[68]
- Type BFH : voiture de tourisme (Renault Novaquatre)
- Type BFJ : voiture de tourisme (Renault Juvaquatre nine)
- Type BFK : voiture de tourisme (Renault Juvaquatre)
- Type BFP : voiture de tourisme (Renault Primaquatre Sport)
- Type DAB1 : prototype de tracteur d'infanterie[70]
- Type DAC 1 : projet de char de combat de 16 t[71]
- Type DAE (ou type UE 3) : prototype de chenillette de ravitaillement[72]
- Type DAF 1 : projet de char monoplace[73]
- Type DAJ 1 : projet de véhicule blindé de transport de troupes